# M37公路 (土库曼斯坦)

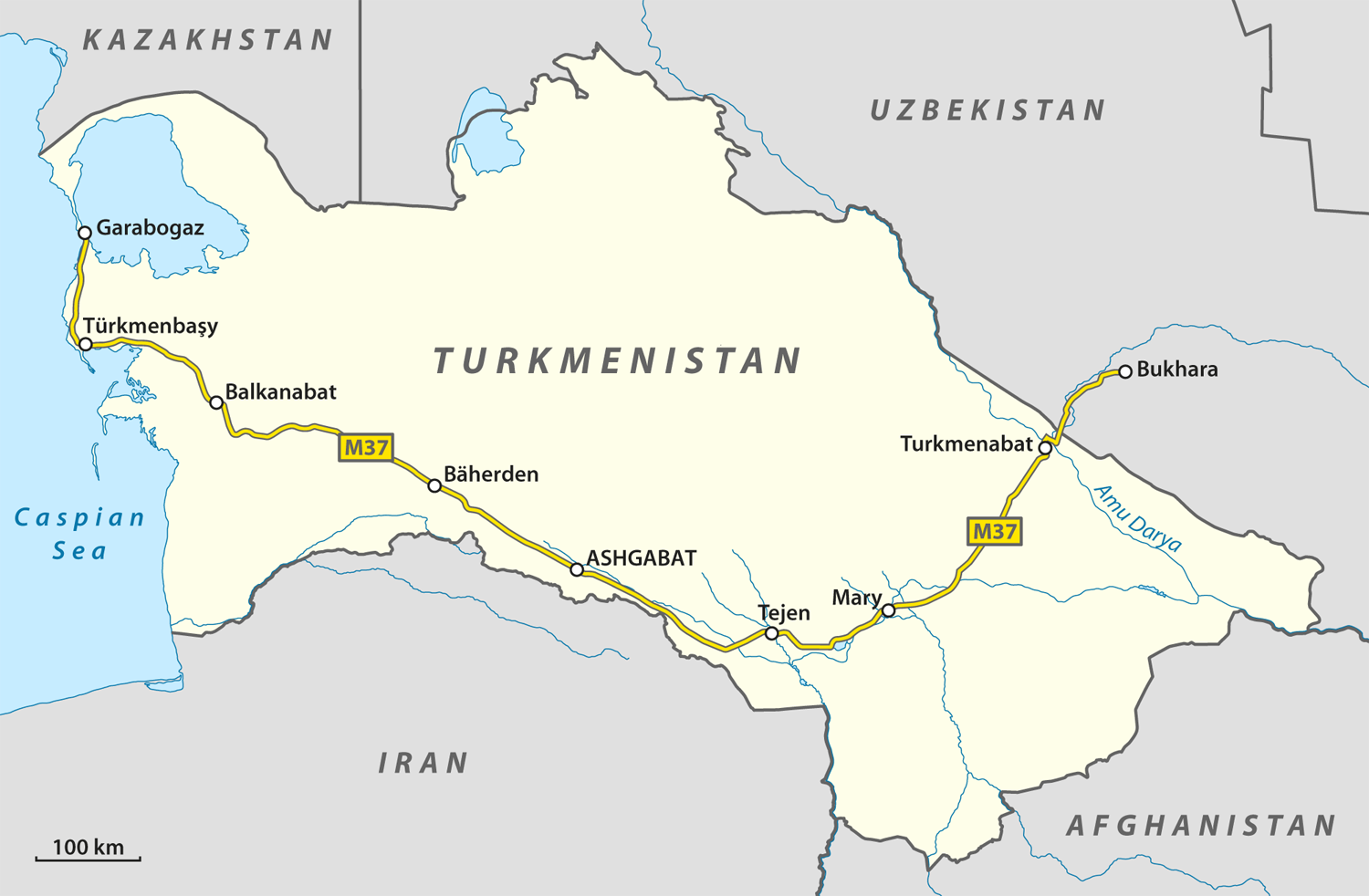
路線圖

M37公路是土庫曼斯坦最重要的公路，橫貫全國：西起裡海岸的卡拉博加茲，經過包括首都阿什哈巴德的全國各主要城市，直到東部阿姆河畔出國境，抵達烏茲別克斯坦的布哈拉。
它也是西起法國布列斯特、東抵吉爾吉斯斯坦與中國之間的伊爾克什坦的歐洲E60公路的一部份。

## 經過主要城市
- 卡拉博加茲
- 土庫曼巴希
- 內比特達格
- 巴哈爾登
- 阿什哈巴德
- 馬雷市
- 土庫曼納巴特